# James MacMillan
James MacMillan (Kilwinning (North Ayrshire), 16 juli 1959) is een Schotse componist, dirigent en muziekpedagoog. Tot 1977 woonde hij in Cumnock.

## Levensloop
MacMillan studeerde compositie aan de Universiteit van Edinburgh bij Rita McAlister en aan Durham University bij John Casken. Hij haalde zijn PhD-graad in 1987.
Hij doceerde muziekles aan de Universiteit van Manchester van 1986 tot 1988. Na zijn studies ging hij terug naar Schotland, alwaar hij veel componeerde. Hij werd de thuiscomponist van het Scottish Chamber Orchestra, en nam deel aan leerprojecten in klassieke muziek. Door deze arbeid kwam hij in contact met BBC Scottish Symphony Orchestra, die van zijn werk The confession of Isobel Gowdie de première gaf op de Proms in 1990. Zijn werk is doorspekt met zowel politieke, spirituele als religieuze invloeden. Daarnaast gebruikt hij ook Schotse traditionele muziek. Zijn muziek wordt gekenmerkt door een kleurrijke orkestratie en bekende thema's waardoor zijn muziek makkelijker toegankelijk is dan menig ander avant-garde componist.
In 2000 wordt MacMillan tot 2009 benoemd tot dirigent en thuiscomponist van de BBC Philharmonic. Onlangs werd hij (mede-)beschermheer van het Londen Oratory School Schola Cantorum. Met ingang van het seizoen 2010-2011 zal hij aantreden als vaste gastdirigent van de Radio Kamer Filharmonie.

## Composities

### Werken voor orkest

#### Symfonieën
- 1995-1996 The World's Ransoming, voor althobo en orkest
- 1995-1997 Triduum, orkest-triptychon
  1. The World's Ransoming
  2. Cello Concerto
  3. Symphony: "Vigil"
- 1997 Symphony "Vigil" (het derde deel van het orkest-triptychon Triduum)
  1. Light
  2. Tuba insonet salutaris
  3. Water
- 1999 Symfonie nr. 2, voor kamerorkest
- 2002 Symphony nr. 3 "Silence"
- 2015 Symfonie nr. 4
- 2019 Symfonie nr. 5

#### Concerten voor instrumenten (en orkest)
- 1990 Concert Nr. 1 "The Berserking" voor piano en orkest
- 1992: Veni, Veni, Emmanuel; voor slagwerk solo en orkest; in opdracht van percussionist Evelyn Glennie; een van zijn meest uitgevoerde werken
- 1993 rev.1998 Epiclesis, voor trompet en groot orkest
- 1995 Tuireadh (Requiem), voor klarinet en strijkorkest
- 1996 Concert "Ninian", voor klarinet en orkest
  1. The reiver and the bull
  2. The dream of Pectgils
  3. A mystical vision of the Christ-child
- 1997 Concert, voor cello en orkest; een opdracht van Mstislav Rostropovitch, die ook de première gaf
  1. The Mockery
  2. The Reproaches
  3. Dearest Wood and Dearest Iron
- 1997 Raising sparks, muziek voor saxofoon en kamerensemble
- 2001-2002 A Deep but Dazzling Darkness, voor solo viool, kamerorkest en geluidsband
- 2003 Concert Nr. 2, voor piano en strijkorkest
- 2005 From Ayrshire, voor viool en orkest

#### Andere orkestwerken
- 1988 Into the Ferment, voor ensemble en orkest
- 1989 Tryst, voor orkest
- 1989 The Exorcism of Rio Sumpúl, voor ensemble en kamerorkest
  1. Assault
  2. Reflection
  3. Exorcism
- 1990 The Confession of Isobel Gowdie, voor orkest
- 1991 Sinfonietta, voor kamerorkest
- 1993 Memoire imperiale, een variatie over de General John Reid's March "Garb of Gaul" (Mars van het 42e of "Old Highland" Regiment) voor althobo, basklarinet, contrafagot, 2 trompetten, 2 hoorns, strijkorkest en slagwerk
- 1994 Britannia, voor orkest
- 1996 Í (A Meditation on Iona), voor strijkorkest en slagwerk
- 1999 Cumnock Fair, voor strijkorkest
- 1999 Fanfare, ter opening van het nieuw geïnstalleerde Schots parlement
- 2001 The Birds of Rhiannon, voor orkest en gemengd koor ad lib. - tekst: Michael Symmons Roberts
- 2006 Stomp (with Fate and Elvira), concert ouverture voor orkest

### Werken voor harmonieorkest en brassband
- 1986 Festival Fanfares, voor brassband
- 1990 Sowetan Spring, voor harmonieorkest (ter herinnering aan de vrijlating van Nelson Mandela uit het gevangenis in februari 1990 met integratie van fragmenten van het Zuid-Afrikaans volkslied Nkosi Sikelel' i Afrika)
- 1998 Exsultet, voor groot koper-ensemble en slagwerk
- 1993 They saw the stone had been rolled away, fanfare voor groot koper-ensemble en slagwerk

### Missen, cantates en gewijde muziek
- 1977 Agnus Dei, voor gemengd koor
- 1977 Missa Brevis, voor gemengd koor
  1. Kyrie
  2. Gloria
  3. Sanctus
  4. Agnus Dei
  5. At the conclusion
- 1979 The Lamb has come for us from the House of David, voor gemengd koor en orgel
- 1991 Divo Aloysio Sacrum, voor gemengd koor en orgel
- 1993 Seven last words from the cross, cantate voor koor en strijkers
- 1994 Christus Vincit, voor gemengd koor
- 1996 The Galloway Mass, voor cantor, gemengd koor en orgel
- 1996 The Halie Speerit's Dauncers (The Holy Spirit's Dancers), voor kinderkoor en piano - tekst: James McGonigal
- 1999 Magnificat, voor gemengd koor en orgel (of: orkest)
- 1999 Heyoka Te Deum, voor drie sopranen, dwarsfluit, buisklokken en piano
- 2000 Mass, voor gemengd koor en orgel; in opdracht van Westminster Cathedral, voor koor en orgel
- 2001 Nunc Dimittis, voor gemengd koor en orkest
- 2004 Laudi alla vergine maria, voor gemengd koor - première: 6 oktober 2004, Gouda, Grote of Sint-Janskerk
- 2007 St John Passion, voor solobariton, gemengd koor en orkest
- 2013 St Luke Passion, voor gemengd koor, kinderkoor, kamerorkest en orgel - première: 15 maart 2014, Amsterdam, Koninklijk Concertgebouw

### Muziektheater

#### Opera's
| Voltooid in | titel          | aktes   | première                                            | libretto                                                           |
| ----------- | -------------- | ------- | --------------------------------------------------- | ------------------------------------------------------------------ |
| 1991-1995   | Inés de Castro | 2 aktes | 23 augustus 1996, Edinburgh, Edinburgh Festival     | John Clifford                                                      |
| 2005-2006   | The Sacrifice  | 3 aktes | 22 september 2007, Cardiff, Wales Millennium Centre | Michael Symmons Roberts, gebaseerd op en verhaal van de Mabinogion |

#### Toneelmuziek
- 1988 Búsqueda, voor spreker, 8 acteurs, 3 sopranen en ensemble - tekst: uit de Latijnse mis en van de Argentijnse moeders van de teleurgestelde - Engelse vertaling: Gilbert Markus - première: 6 december 1988, Edinburgh, Queen's Hall
- 1992-1993 Visitatio Sepulchri, voor 7 zangers (2 sopranen, alt, 2 tenoren, bas), spreker en kamerorkest - tekst: Latijnse tekst uit de liturgie van Pasen uit 14e eeuw en uit het Te Deum - première: 20 mei 1993, Glasgow, Tramway
- 2000 Parthenogenesis, scène voor sopraan, bariton, actrice en kamer ensemble - libretto: Michael Symmons Roberts - première: 12 september 2000, Cambridge, Corn Exchange

### Werken voor koren
- 1989/1997 Cantos Sagrados, voor gemengd koor en orkest - tekst: Ariel Dorfman, Ana Maria Mendoza en sacrale teksten
- 1990 Catherine's Lullabies, voor gemengd koor, koper-ensemble en slagwerk
- 1995 Mairi, voor 16-stemmig gemengd koor (SSSSAAAATTTTBBBB) - tekst: Gaelic elegie van Evan Maccoll (1808-1898)
- 1996 A Child's Prayer, voor twee sopraan solisten en gemengd koor
- 1997 A new song, koormuziek
- 1997 Changed, voor gemengd koor, orgel, harp en strijk-trio - tekst: Wallace Stevens «The Man with the Blue Guitar»
- 1997 The Gallant Weaver, voor gemengd koor - tekst: Robert Burns
- 1998 Quickening, voor counter-tenor, 2 tenoren en bariton solisten, kinderkoor, gemengd koor en orkest - tekst: Michael Symmons Roberts
- 1998 Gaudeamus in loci pace, koormuziek
- 1999 The Company of Heaven, voor kinderkoor en orgel, met optional harmonieorkest - tekst: John Bell
- 2001 Dutch Carol, voor eenstemmig kinderkoor en piano
- 2003 Chosen, voor zesstemmig gemengd koor (SAATTB) en orgel
- 2005 Nemo te condemnavit, voor gemengd koor
- 2006 Sundogs; werk voor a capella koor - tekst: Michael Symmons Roberts
- 2009 Miserere (SSAATTBB), gebaseerd op de tekst van Psalm 51: 3-21
- 2021 Christmas oratorio, première op 16 januari 2021 door het Radio Filharmonisch Orkest en Groot Omroepkoor in het Koninklijk Concertgebouw te Amsterdam

### Vocale muziek
- 1988 "Variation on Johnny Faa'", voor sopraan, dwarsfluit (dubbel piccolo), cello en harp
- 1991 Scots Song, voor sopraan en ensemble - tekst: William Soutar
- 1993 ...here in hiding..., voor countertenor, 2 tenoren, bariton en gemengd koor
- 1997 Raising Sparks, zes liederen voor mezzosopraan en ensemble - tekst: Michael Symmons Roberts
- 2003 Invocation, voor zangstem, klarinet, drumset, piano en contrabas - tekst: Karol Wojtyla (Paus Johannes Paulus II)

### Kamermuziek
- 1983 The Road to Ardtalla, voor sextet (dwarsfluit (ook: piccolo), klarinet (ook: basklarinet), hoorn, piano, viool en cello)
- 1983 Three Dawn Rituals, voor kamer-ensemble
- 1986 Two Visions of Hoy, voor hobo en ensemble
  1. The Hermit’s Mountain Cave
  2. The Awakening of Sylvan Children
- 1987 rev.1991 Untold, voor blazerskwintet
- 1988 After the Tryst, voor viool en piano
- 1988 rev.1991 Visions of a November Spring, voor strijkkwartet
- 1990 ...as others see us..., voor ensemble
- 1991 intercession, voor drie hobo's
- 1994 Memento, voor strijkkwartet
- 1994-1995 Adam's Rib, voor koperkwintet
- 1997 Fourteen Little Pictures, voor viool, cello en piano
- 1997 Lumen Christi, voor altviool
- 1998 Why is this night different?, voor strijkkwartet
- 2004 For Max, voor piano en strijkkwartet
- 2004 For Michael, voor piano en strijkkwartet
- 2006 For Sally, voor piano en strijkkwartet
- 2007 Horn Quintet, voor hoorn en strijkkwartet

### Werken voor orgel
- 2003-2004 A scotch bestiary, voor orgel solo en orkest (uitbeelden van inheemse fauna)
  1. The menagerie caged
    1. The book is opened
      1. Ode to a cro-magnonhyena

    2. A page is turned
      1. Reptiles and Big Fish (in a small pond)
      2. Her Serene and Ubiquitous Majesty, Queen Bee

    3. Another page is turned
      1. The red-handed, no-surrender, howler monkey
      2. Uncle Tom Cat and his chickens

    4. Yet another page is turned
      1. Scottish Patriots
      2. The Reverend Cuckoo and his Parroting Chorus
      3. Jackass Hackass

    5. The book is closed

  2. The menagerie uncaged

### Werken voor slagwerk-ensemble
- 1995 Edinburgh Nights voor slagwerk-ensemble, gitaar en strijkers